# Hogedrukelektrolyse
Hogedrukelektrolyse is de ontleding van water (H2O) in zuurstof (O2) en waterstofgas (H2) door middel van elektrolyse van water onder hoge druk. 
{\displaystyle {\ce {2 H2O -> 2 H2 + O2}}}
In tegenstelling tot standaard elektrolyse vindt deze waterstofproductie plaats bij een druk van ongeveer 12-20 MPa (120-200 bar). Door de hoge druk van het waterstof in het elektrolyseapparaat is het niet nodig om het ontstane waterstofgas samen te persen om het te kunnen opslaan. Dat bespaart ongeveer 3% energie ten opzichte van de conventionele methode waarbij waterstof onder atmosferische druk wordt geproduceerd en daarna wordt samengeperst.

## Extrahogedrukelektrolyse
Bij extrahogedrukelektrolyse worden nog hogere drukken toegepast, namelijk 35-70 MPa. Bij deze zeer hoge druk zijn er extra maatregelen nodig om te voorkomen dat zuurstof door het membraan heen in het waterstof terechtkomt en omgekeerd, waardoor het eindproduct onzuiver wordt en er veiligheidsrisico's ontstaan: hiervoor worden gemodificeerde PEM's (Proton Exchange Membranen) gebruikt.